# Scarabaeus laevifrons
Scarabaeus laevifrons là một loài bọ cánh cứng trong họ Bọ hung (Scarabaeidae).